# ヴァージニア・デイヴィス
ヴァージニア・デイヴィス（Virginia Davis、1918年12月31日 - 2009年8月15日）は、アメリカ合衆国ミズーリ州カンザスシティ出身の子役。
ウォルト・ディズニーの初期の作品である『アリス・コメディ』シリーズで主役のアリス役を務めていた。

## 主な出演作品
- 赤い谷から来た男 The Man from Red Gulch (1925)
- 街の風景 Street Scene (1931)